# Piaggio P.16
Le Piaggio P.16 était un prototype de bombardier italien de l'entre-deux-guerres, réalisé par Piaggio Aero.

## liens externes
- (en) « Piaggio P.16 Bomber », sur Old Machine Press (consulté le 5 octobre 2018).